# Martin Berkofsky
Martin Berkofsky (Washington, 9 aprile 1943 – Casanova, Virginia, 30 dicembre 2013) è stato un pianista statunitense, conosciuto principalmente per le sue interpretazioni della musica di Franz Liszt e Alan Hovhaness.

## Carriera ed attività iniziali
Nato a Washington, di ascendenze bielorusse, Berkofsky iniziò ad esibirsi in pubblico sin dalla giovane età. Studiò poi con il pianista polacco Mieczysław Munz, con Konrad Wolff, Walter Hautzig e con Hans Kann a Vienna. Fu inoltre attivo in radio in Maryland durante le scuole superiori, e negli anni successivi, da radioamatore, allestì una stazione radio VHF/UHF nella sua proprietà in Virginia.
Tra i primi impegni professionali di Berkofsky, vi fu il ruolo di membro del New York's Long Island Chamber Ensemble, di cui fu pianista per tre anni. Nel 1971 l'Ensemble incontrò il compositore Alan Hovhaness, e successivamente eseguì le sue musiche in un concerto alla Carnegie Hall, che incluse la prima della Saturn, op. 243, che Hovhaness aveva composto per l'ensemble.
Nei primi anni Berkofsky si spostò in Europa e registrò due volte il Concerto per Due Pianoforti e Orchestra di Max Bruch, composizione che era da tempo scomparsa dalla circolazione. La prima volta fu con il pianista Nathan Twining e la London Symphony Orchestra nel 1974. La seconda registrazione fu con il pianista David Hagan e la Berlin Symphony Orchestra nel 1978. Oltre alla sua ricerca sul concerto di Bruch, Berkofsky similmente recuperò un concerto per due pianoforti composto insieme da Felix Mendelssohn e Ignaz Moscheles.  Egli scoprì inoltre a Parigi, e successivamente lo pubblicò, un manoscritto di Franz Liszt prima di allora sconosciuto.

## Attività successive
Dopo essersi ripreso da un incidente motociclistico avvenuto in Islanda nel 1982, Berkofsky donò i proventi di molte delle sue esibizioni per varie cause caritatevoli. Più tardi, nel 1995, fondò la Cristofori Foundation per realizzare questo proposito.
Per festeggiare il suo 60º compleanno e la guarigione dal cancro, Berkofsky si lanciò in una maratona-tour di concerti, la "Celebrate Life Run", correndo 880 miglia attraverso il cuore dell'America e raccogliendo più di 80.000 dollari per la ricerca sul cancro. Corse poi una seconda maratona 6 anni dopo, "All Men are Brothers" (Tutti gli uomini sono fratelli), dal nome di una sinfonia di Alan Hovhaness, partendo dalla vetta del Mount Monadnock nel New Hampshire, fino ad Arlington, dimora della sua giovinezza nel Massachusetts. Nel 2009, Berkofsky partecipò ad un concerto per finanziare ed inaugurare un monumento commemorativo a Hovhaness ad Arlington.
Nel 2004, presentò la prima esecuzione armena del concerto per pianoforte di Alan Hovhaness Lousadzak (1944), con la Alan Hovhaness Chamber Orchestra di Erevan. Con il pianista Atakan Sarı, Berkofsky eseguì la prima mondiale a Mosca del Concerto per Due Pianoforti e Orchestra del 1954 di Hovhaness con la Globalis Symphony Orchestra. Nel 2005, egli presentò la prima turca di Lousadzak con la Orchestra Academic Başkent ad Ankara, probabilmente la prima esecuzione di un lavoro di Hovhaness in quel Paese. In quello stesso anno uscì la registrazione del Concerto per Due Pianoforti e Orchestra di Hovhaness, eseguito da Berkofsky e Atakan Sari. Nel novembre 2006, di nuovo con Sarı, eseguì la prima armena del detto concerto con l'Armenian Philharmonic Orchestra a Erevan. Un'altra prima armena di Hovhaness fu eseguita nell'aprile 2008, con l'Armenian Philharmonic Orchestra a Erevan, trattandosi questa volta del "Prayer-Piano Concerto" per orchestra sinfonica. Allo stesso tempo, Berkofsky fu premiato dal Ministero della Cultura della Repubblica Armena per i suoi meriti nei confronti della musica armena. Per anni è stato tra i coordinatori del progetto della fondazione di un archivio centrale dell'opera di Hovhaness ad Erevan.
Anche durante la malattia, Berkofsky aderì come musicista ai "Donatori di Musica", rete di solidarietà impegnata nel portare la musica nei reparti oncologici italiani. Sulla sua benefica missione di donatore vedasi L. Fumagalli, Donatori di Musica, Edizioni Curci, 2015.
Tra i suoi ultimi concerti vi fu quello eseguito in memoria di Carlotta Nobile, giovane violinista con cui condivise l'impegno in Donatori di Musica. Il 31 ottobre 2013 Berkofsky volle infatti ricordare Carlotta dopo la morte con un concerto tenuto a Milano presso la Società del Giardino, eseguendo le musiche pianistiche religiose di Franz Liszt.

## Vita privata
Berkofsky visse a Casanova (Virginia) e più tardi a Warrenton (Virginia). Visse anche in Islanda dal 1982 fino al 1987. Morì di cancro il 30 dicembre 2013.

## Discografia
Berkofsky ha registrato per le etichette EMI, Arts, Cristofori, Black Box, Koch International, Crystal, Vox Allegretto, Nimbus, Vox-Turnabout, FONO, Angel, Poseidon Society, e Musical Heritage Society.
- 1972 – Alan Hovhaness: Saturn, Op. 243. Long Island Chamber Ensemble of New York (Kate Hurney, soprano; Lawrence Sobol, clarinetto; Martin Berkofsky, pianoforte). LP. New York: Poseidon.
- 1972 – Alan Hovhaness: Khaldis, Op. 91. Ensemble diretto da Lawrence Sobol. LP. New York: Poseidon.
- 1974 – Max Bruch: Concerto for Two Pianos and Orchestra in A-flat minor, Op. 88a; 6 Klavierstücke, Op. 12; 2 Klavierstücke, Op. 14. Martin Berkofsky, pianoforte; Nathan Twining, pianoforte (nel concerto); London Symphony Orchestra, dir. Antal Dorati. LP. Hollywood, California: Angel.
- 1976 – Johann Sebastian Bach: The Brandenburg Concerti. Trascritto per duetto per pianoforte da Max Reger. Martin Berkofsky, pianoforte; David Hagan, pianoforte. 2 LPs. Oakhurst, New Jersey: Musical Heritage Society.
- 1978 – Max Bruch: Concerto for Two Pianos and Orchestra, Op. 88a in A-flat minor; Fantasy for Two Pianos in D minor, Op. 11; Schwedische Tänze (Swedish Dances) per pianoforte a quattro mani, Op. 63 (originalmente per violino e pianoforte; arrangiato dal compositore). Martin Berkofsky e David Hagan, pianoforti; Berlin Symphony Orchestra, dir. Lutz Herbig. LP. Turnabout.
- 1981 – Johann Sebastian Bach: The Four Orchestral Suites, S. 1066–1069. Trascritto per duetto per pianoforte da Max Reger. Martin Berkofsky, pianoforte; David Hagan, pianoforte (quattro mani). 2 LPs. Tinton Falls, New Jersey: Musical Heritage Society.
- 1994 – Max Bruch: Works for Violin and Two Pianos (Violin Concerto no. 1 in G minor, Op. 26; Concerto for Two Pianos and Orchestra in A-flat minor, Op. 88a; Fantasy for Two Pianos in D minor, Op. 11; Schwedische Tänze (Swedish Dances), per pianoforte a quattro mani, Op. 63. Ruggiero Ricci, violino; Bochum Symphony, dir. Matthias Kuntzsch; Martin Berkofsky, David Hagan, pianos; Berlin Symphony Orchestra, dir. Lutz Herbig. CD. Englewood Cliffs, New Jersey: Vox Allegretto.
- 1997 – Franz Liszt. Pianoforte suonato da Martin Berkofsky (Rhapsodie hongroise no. 12; La Vallée d'Obermann; Legende: St. François de Paule marchant sur les flots; Aprés une lecture du Dante (Fantasia quasi Sonata). CD. Casanova, Virginia: Cristofori Foundation.
- 1997 – Alan Hovhaness: Armenian Rhapsodies 1, 2, and 3; My Soul Is a Bird, from Symphony no. 38, Op. 314; Lullaby, from Symphony no. 38, Op. 314; Concerto no. 10 per pianoforte, tromba e archi, Op. 413. Hinako Fujihara, coloratura soprano; Scott Goff, flauto; Martin Berkofsky, pianoforte; Chris Butler, tromba; Seattle Symphony Orchestra, dir. Gerard Schwarz. [Austria]: Koch Schwann.
- 1999 – Nicolae Bretan: Sacred Songs. Phyllis Bryn-Julson, soprano; Ludovic Konya, baritono; Ronald Stalford; Donald S. Sutherland, organo; Ferdinand Weiss; Martin Berkofsky, pianoforte. CD. Wyastone Leys, Monmouth: Nimbus.
- 2005 – Alan Hovhaness: Concerto for Two Pianos and Orchestra; Mihr; Ko-ola-u; Vijag; Lousadzak: Concerto for Piano and Orchestra. Martin Berkofsky, pianoforte; Atakan Sari, pianoforte; Sergei Podobedov, pianoforte; Nikolai Zherenkov, violino; Globalis Symphony Orchestra, dir. Konstantin Krimets. CD. [England]: Black Box.
- 2007 – Ludwig van Beethoven: Choral Fantasy. Martin Berkofsky, pianoforte; Globalis Symphony Orchestra, dir. Konstantin Krimets, Chorus of the Music College of the Moscow Conservatory. Johanness Brahms: Two Sonatas for clarinet and piano; Einar Johannesson, clarinetto; Martin Berkofsky, pianoforte. Robert Schumann: Fantasiestucke for clarinet and piano; Einar Johannesson, clarinetto, Martin Berkofsky, pianoforte. CD, Casanova, VA, Cristofori Foundation.
- 2007 – Nicolae Bretan: "The Songs of Nicolae Bretan". Alexandru Agache, baritono, Martin Berkofsky, pianoforte. CD. Wyastone Leys, Monmouth: Nimbus.
- 2011 – Franz Liszt: "Visions" piano works; Étude d’exécution transcendante no. 11 “Harmonies du Soir” S 139, Légende no. 1: St. François d'Assise. La prédication aux oiseaux S 173:1, Légende no. 2: St. François de Paule marchant sur les flots S 173:2, Ave Maria “Die Glocken von Rom” S 182, Hungarian Rhapsody no. 12 S 244, Sancta Dorothea S 187, Étude d’exécution transcendante no. 7 “Vision” S 139, Pater Noster from Harmonies poétiques et religieuses S 173, Martin Berkofsky, pianoforte, Hybrid SACD. Germany, ARTS Music.
- 2011 – Ludwig van Beethoven "HOPE". Benefit for Assistance in Health Care and Donatori di Musica. Ludwig van Beethoven: Choral Fantasy. Martin Berkofsky, pianoforte; Globalis Symphony Orchestra, dir. Konstantin Krimets, Chorus of the Music College of the Moscow Conservatory. Sonata Op. 2 No. 2, Martin Berkofsky, pianoforte. Sonata Op. 110, Atakan Sari, pianoforte, Sonata Op. 27 No. 2, Roberto Prosseda, pianoforte. CD. US, Casanova, VA, Cristofori Foundation.
- 2012 – Alan Hovhaness "Alan Hovhaness * Martin Berkofsky, The Historic Moscow Recordings". Concerto for Two Pianos and Orchestra, Mihr, Vijag, Ko-ola-u, Lousadzak con Martin Berkofsky, Atakan Sari, Sergei Podobedov, pianoforti; Andrei Ikov, tromba; Nicolai Zherenkov, violino; Globalis Symphony Orchestra diretta da Konstantin Krimets. CD. US, Casanova, VA, Cristofori Foundation.

## Filmografia
- American Profile: Martin Berkofsky (2008). Prodotto da Irina Robertson per Voice of America.
- Pater Noster (2012). Prodotto da Michele Miccarrone ai TAU Studios, Sicilia.